# Eintracht-Stadion
Eintracht-Stadion är en multifunktionell arena i Braunschweig i Tyskland. Den används för närvarande som hemmaplan för Eintracht Braunschweig i fotboll och  New Yorker Lions i amerikansk fotboll. Arenan byggdes 1923 och har en officiell publikkapacitet på 24 406 personer, 23 325 vid fotbollsmatcher.

## Historia
Fram till tidigt 1920-tal spelade Eintracht Braunschweig sina hemmamatcher på Sportplatz an der Helmstedter Straße, som enbart hade en kapacitet på 3 000 åskådare. Behovet av en större arena ledde till byggandet av Eintracht-Stadion, beläget vid Hamburger Straße i de norra delarna av staden, en av Braunschweigs huvudgator 1923. Den nya arenan öppnades den 17 juni 1923 med en vänskapsmatch mot 1. FC Nürnberg. År 1955 var Eintracht-Stadion värd för finalen i DFB-Pokal mellan Karlsruher SC och FC Schalke 04. Karlsruhe vann matchen med 3-2.  
Till en början fanns det plats för 24 000 åskådare på arenan, men när Bundesliga introducerades 1963 utökades kapaciteten till 38 000 åskådare.
På grund av finansiella svårigheter tvingades klubben till att sälja arenan till Braunschweig stad. Vid samma tillfälle ändrades arenans namn till Städtisches Stadion an der Hamburger Straße. Arenan renoverades igen 1995 vilket reducerade kapaciteten till 25 000. År 2008 köpte en grupp av lokala företag rättigheterna till namnet av kommunen och ändrade tillbaka till originalnamnet Eintracht-Stadion.
År 2009 byggdes det tak på den norra läktaren och kapaciteten utökades ytterligare en gång. Renoveringarna fortsatte 2011 till 2013, den gången var det huvudläktaren som moderniserades. Arenans officiella kapacitet minskade då från 25 540 till 24 406 åskådare.

## Friidrott
Eintracht-Stadion, som är en av få återstående arenor inom tysk professionell fotboll som fortfarende har löparbanor, är också värd för flera friidrotts tävlingar. Arenan var värd för Tyska friidrottsmästerskapen åren 2000, 2004 och 2010. År 2012 beslutade Europeiska friidrottsförbundet att tilldela Braunschweig 2014 års Europeiska lagmästerskap i friidrott.

## Konserter
Sedan 1998 har Eintracht-Stadion även använts för konserter. Den första utomhuskonserten var av Eros Ramazzotti den 3 juni 1998.

## Bilder

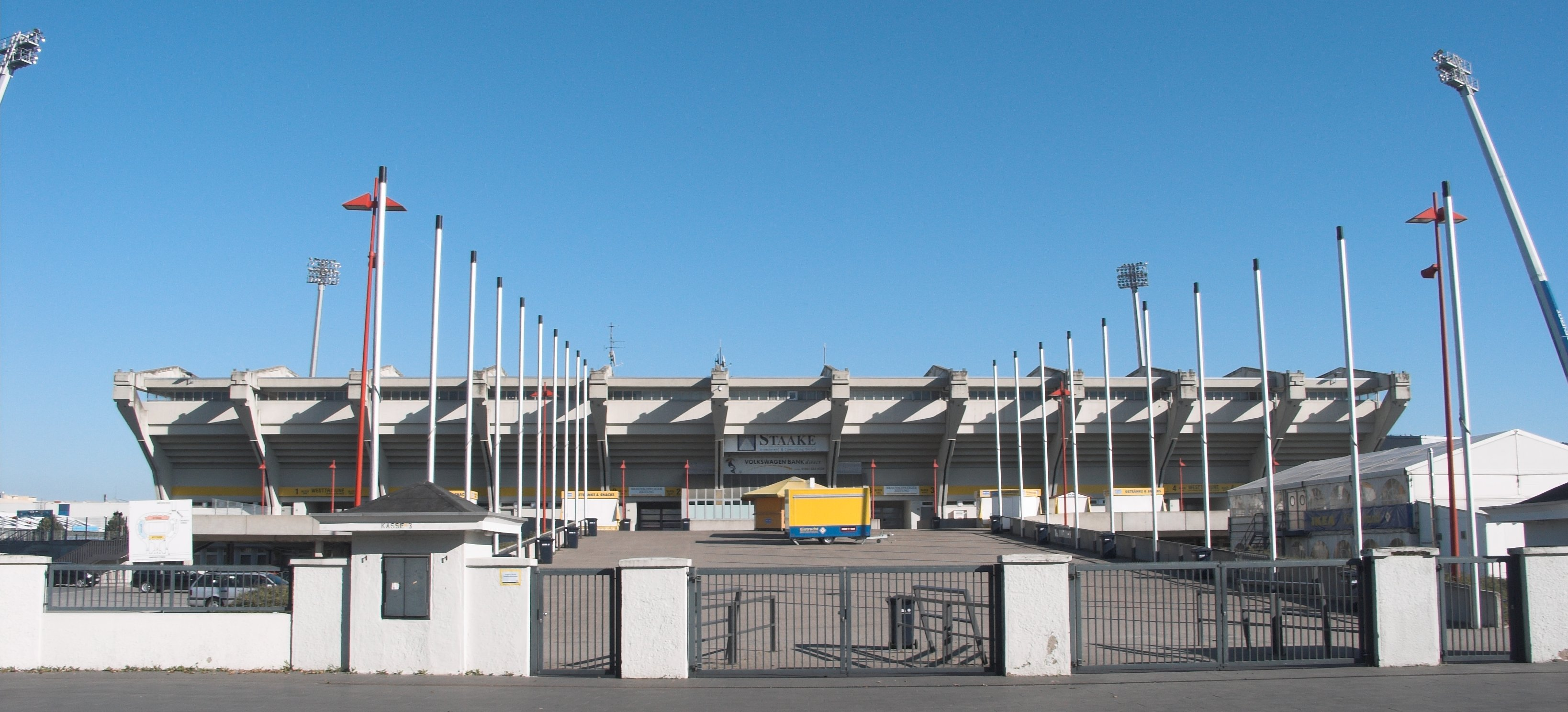
Eintracht-Stadion från utsidan.
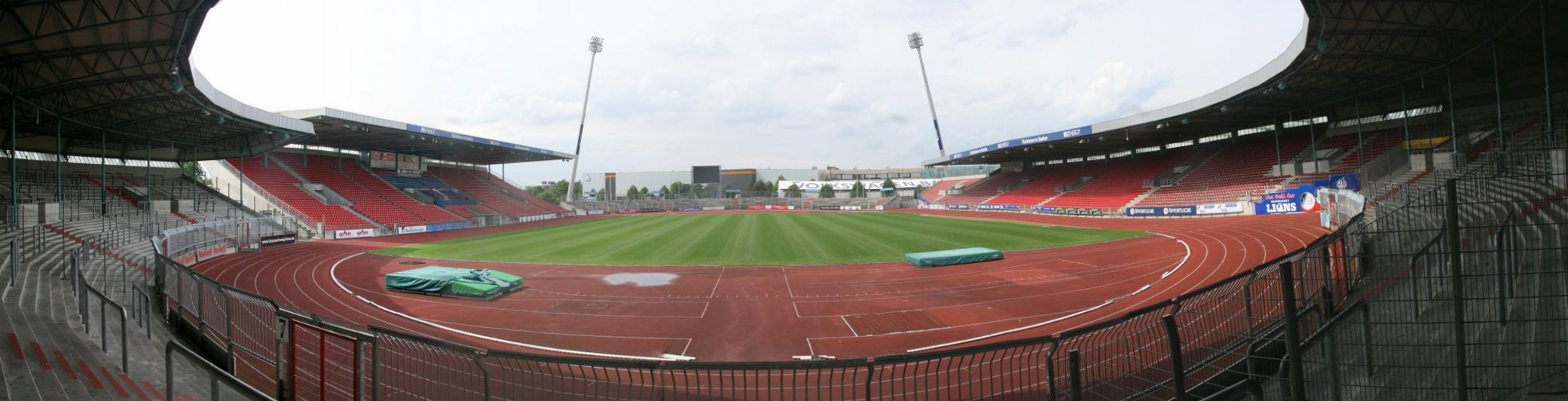
Eintracht-Stadion, före byggnationen av den nya norra läktaren 2010.
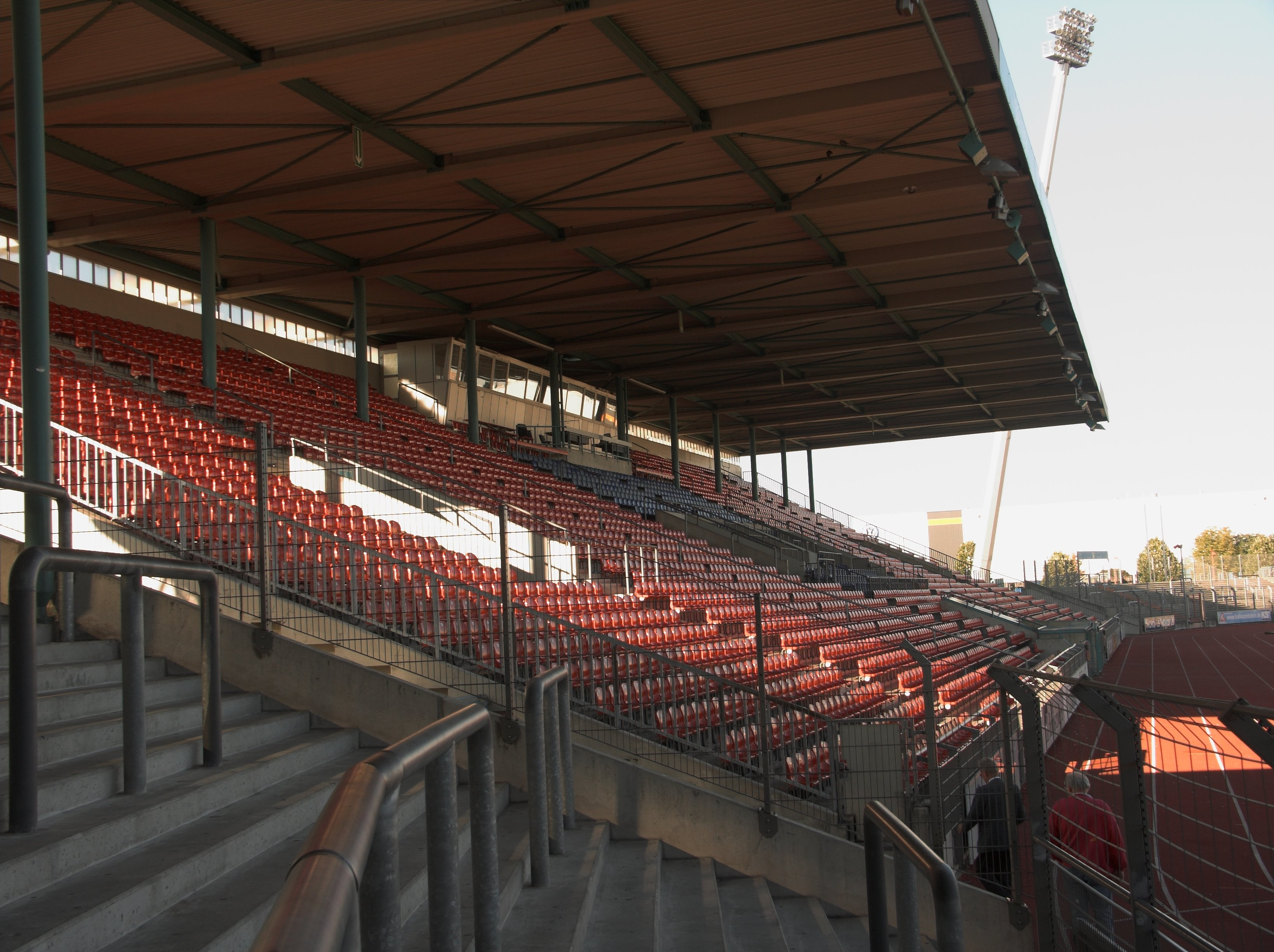
Huvudläktare innan 2012-2013 renoveringen.
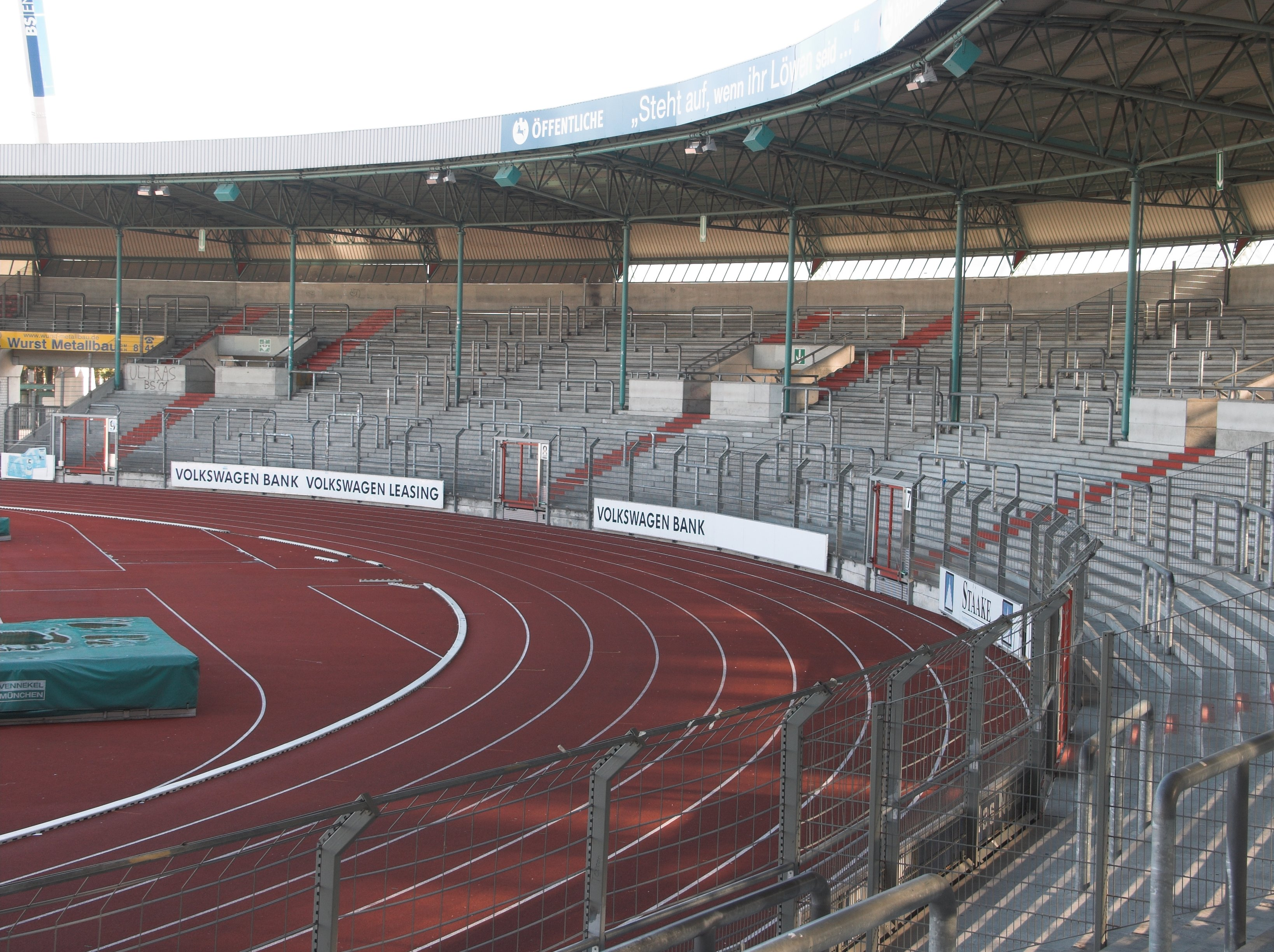
Södra läktaren.
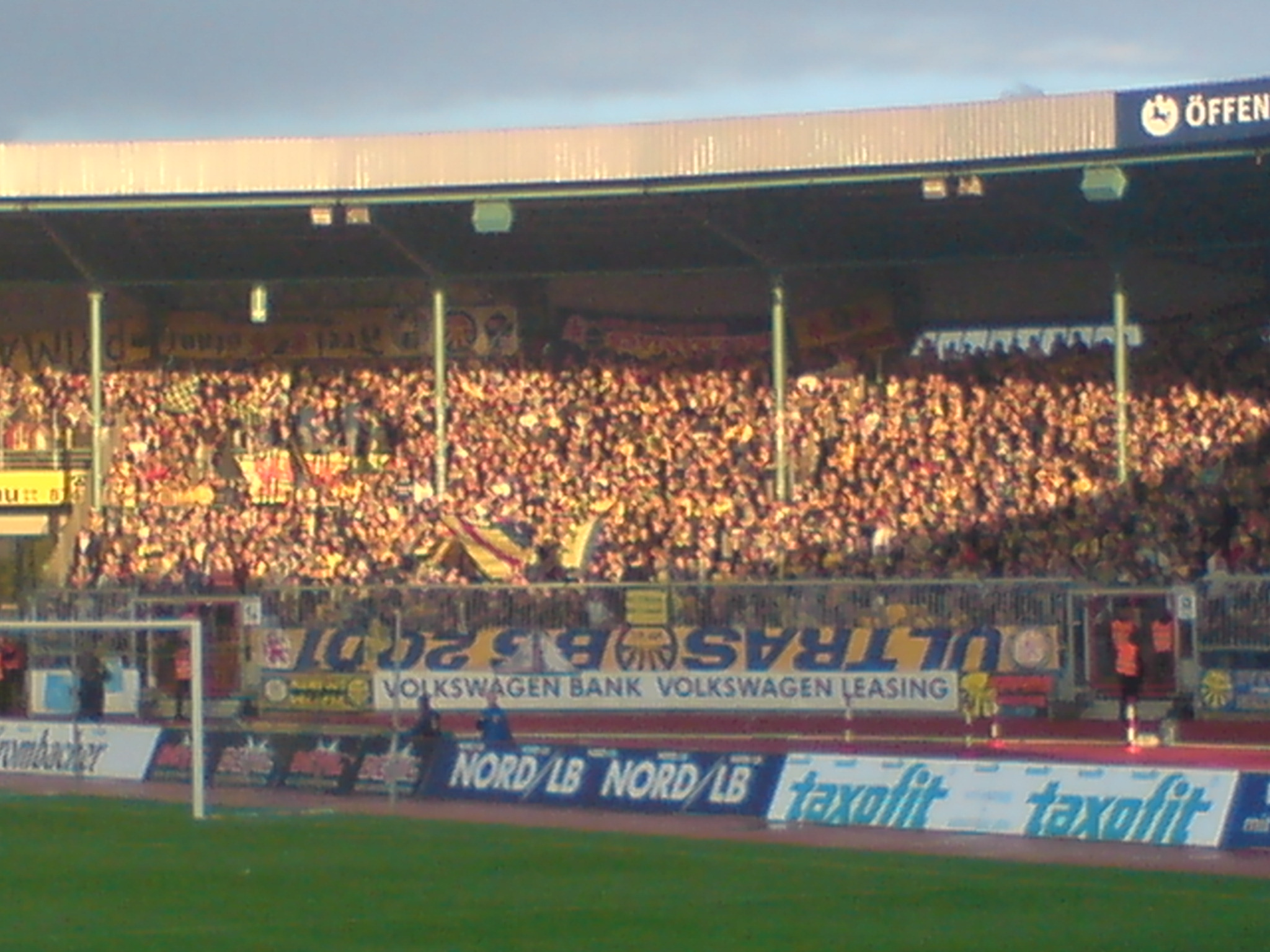
Eintracht Braunschweig supporters på södra läktaren 2007.